# قنوصة
قنوصة أو كانوسا دي بوليا (بالإيطالية: Canosa di Puglia)‏ هي بلدة وبلدية في مقاطعة برلت أندرة طرانة في إقليم بولية في جنوب إيطاليا.
ذكرها الادريسي: «فنقول الطريق من طارنت المتقدم ذكرها إلى نابل من طارنت إلى متيرة ستون ميلا ومن متيرة إلى اغربينة ستون ميلا ومن اغربينة إلى قنوصة مائة وعشرون ميلا ومن قنوصة إلى أندرة ثمانية عشرة ميلا ثم إلى اطرانة ثمانية عشر ميلا ثم إلى بابرة خمسة عشر ميلا إلى فراجنطو ستة وعشرون ميلا ثم إلى جبيطيرة ثمانية عشر ميلا ومنها إلى نابل على البحر ثلاثون ميلا.»

## السكان
في سنة 1861 بلغ عدد السكان 12٬985 نسمة، وتطور العدد ليصل في سنة 2011 لـ 30٬422 نسمة.
يظهر هذا المخطط البياني تطور النمو السكاني لـ قنوصة

## توأمة
لقنوصة اتفاقيات توأمة مع كل من:
- Grójec [الإنجليزية]‏
- Grinzane Cavour [الإنجليزية]‏
- توريمادجوري
- مونتيميلوني
- تشيرينيولا

## أعلام
- بوهيموند الأول
- لوكا أمورسو
- توماسو كوليتي